# びわ湖花街道
びわ湖花街道 （びわこはなかいどう）は、滋賀県大津市の雄琴温泉にある旅館である。

## 沿革
- 1939年（昭和14年）5月 - 佐藤きんが京都で営む料亭「澤文」を雄琴に移築し、割烹旅館「国華荘」を創設する（客室30室）。
- 1940年（昭和15年）5月 - 割烹旅館「国華荘」の営業を開始する（当時の経営者は佐藤伝三郎）。
- 1945年（昭和20年）9月 - 連合軍（イギリス軍・オーストラリア国防軍）により、接収を受ける。
- 1949年（昭和24年）5月 - 国際観光旅館連盟会員に加盟する。
- 1951年（昭和26年）3月 - 株式会社国華荘を設立し、代表取締役に佐藤伝三郎が就任する。
- 1960年（昭和35年）4月 - 運輸省より、政府登録国際観光旅館に登録される（登録番号第277号）。
- 1961年（昭和36年）4月 - 全館を改築し、和風木造2階建てとする（客室25室）。
- 1964年（昭和39年）9月 - 鉄筋コンクリート4階建てを増築する（客室49室）。
- 1970年（昭和45年）3月 - 鉄筋コンクリート地上6階、地下1階建ての新館を増築する（客室72室）。
- 1986年（昭和61年）1月 - 全館の改装工事が竣工する（客室43室）。
- 1987年（昭和62年）3月 - 代表取締役社長に佐藤良治が就任する。
- 1998年（平成10年）4月 - 全国旅館生活衛生同業組合連合会（全旅連）のシルバースターに登録される（登録No.568）。
- 2001年（平成13年）6月 - 前年5月から開始した全館リニューアル工事が竣工する。併せて、名称を「びわ湖花街道」に変更する。
- 2009年（平成21年）6月 - 代表取締役社長に佐藤祐子が就任する。
- 2019年（令和元年）12月 - 耐震リニューアル工事が完了する。

## 客室
総客室数は43であり、内訳は下表のとおり。

### プレミアムフロア
当館の5階に設けられた豪華な客室。全室温泉露天風呂完備。
| 客室名               | 客室数 | 備考                                                |
| -------------------- | ------ | --------------------------------------------------- |
| 温泉露天風呂付特別室 | 1      | リビングルームあり                                  |
| 温泉露天風呂付和洋室 | 2      | リビングルームなし                                  |
| 温泉露天風呂付洋室   | 1      | 『中川木工芸』の作品を調度品 としたコンセプトルーム |

### 一般客室
当館の2階から4階に設けられた客室。
| 客室名             | 客室数 | 備考                                                      |
| ------------------ | ------ | --------------------------------------------------------- |
| 露天風呂付和洋室   | 2      | （※温泉ではない）                                         |
| 和洋室             | 7      | （ベットルームは洋室）                                    |
| 和室8畳            | 4      |                                                           |
| 和室10畳           | 15     |                                                           |
| 洋室ツイン         | 10     |                                                           |
| ユニバーサルツイン | 1      | 車いすでの利用に対応した部屋 で手すりを設けている所がある |

## 館内施設

### お食事処
- 街道料亭「花遊膳」[2]
- 食事処「花味座」（）[3]

### 宴会場
- 和宴会場 「近江の華」（特設舞台あり(別料金)）[4]
- 洋宴会場 「琵琶浪漫」[4]

### 飲食店
- 街道そば[5]
- カフェ「花小町」[6]

### サロン
※ともに完全予約制。
- SPA ALEX HANAKAIDO[7]
- ほぐし処[8]

### その他
- 露天風呂付き大浴場（日帰り入浴あり[9]）
- 貸切露天風呂「び～どろの湯」（別料金。事前予約不要）[10]
- おみやげ処「華の蔵」（売店）[11]

## アクセス

### 公共交通機関

#### 電車
- JR湖西線おごと温泉駅よりタクシーで約5分。

※連絡がある場合は送迎バスの運行あり。

#### バス
- JR琵琶湖線（東海道本線）大津駅、京阪石山坂本線・京阪京津線びわ湖浜大津駅、JR堅田駅より江若交通でおごと温泉ホテル前停留所下車、徒歩3分。

### 自動車
- 湖西道路仰木雄琴ICより車で約5分。